# Hoàng Hoài
Hoàng Hoài (chữ Hán: 黄淮, 1367-1449), tự Tông Dự, hiệu Giới Am, người Vĩnh Gia thời Minh sơ (nay là huyện Vĩnh Gia, địa cấp thị Ôn Châu, tỉnh Chiết Giang). Ông làm quan tới thiếu bảo Hộ bộ thượng thư kiêm Vũ Anh điện đại học sĩ.

## Tiểu sử

### Thi cử
Cha đẻ ông là Hoàng Tính. Năm Hồng Vũ thứ 28 (1395) ông vào học tại quốc tử giám Nam Kinh. Năm Hồng Vũ thứ 29 (1396) ông đỗ cử nhân thuộc phủ Ứng Thiên, năm sau (1397) đỗ đệ nhị giáp tiến sĩ (tiến sĩ hạng hai, sau trạng nguyên, bảng nhãn, thám hoa) đệ ngũ danh (tên ở hàng thứ 5).

### Làm quan
Ông được Minh Thái Tổ ban cho làm trung thư xá nhân.
Ngày 1 tháng 8 âm lịch năm Kiến Văn thứ 4 (1402) thời Minh Huệ Đế, ông cùng Giải Tấn, Dương Sĩ Kỳ, Hồ Quảng, Kim Ấu Tư, Dương Vinh, Hồ Nghiễm tổng cộng 7 người vào làm việc tại Văn Uyên các, đổi làm hàn lâm biên tu kiêm thị độc. Hoàng Hoài chuyên quản lý công việc thảo chế sắc vua ban.
Năm Vĩnh Lạc thứ nhất (1403) thời Minh Thành Tổ, ông cùng Giải Tấn phụng mệnh biên soạn "Cổ kim liệt nữ truyện" (viết xong ngày 1 tháng 12 âm lịch năm đó), sau lại cùng Dương Sĩ Kỳ biên soạn "Lịch đại danh thần tấu nghị" 350 quyển (viết xong ngày 15 tháng 12 âm lịch năm 1416, trong đó mất 2 năm cuối ông phải ngồi tù). Trong việc bàn luận lập thái tử, ông cùng Giải Tấn ủng hộ lập con trưởng của Thành Tổ là Chu Cao Sí làm hoàng thái tử. Sau khi lập hoàng thái tử, ông được đổi sang làm tả thứ tử kiêm thị độc. Tháng 2 âm lịch năm thứ 5 (1407) ông được phong làm hữu xuân phường đại học sĩ kiêm hàn lâm viện thị độc, sau khi Giải Tấn bị biếm chức. Năm sau (1408), ông cùng Hồ Quảng, Kim Ấu Tư, Dương Vinh, Dương Sĩ Kỳ đảm nhận công việc phụ đạo cho hoàng thái tôn Chu Chiêm Cơ. Năm Vĩnh Lạc thứ 7 (1409), Minh Thành Tổ đi tuần phương bắc, mệnh cho Hoàng Hoài cùng Kiển Nghĩa, Kim Trung, Dương Sĩ Kỳ phụ giúp hoàng thái tử giám quốc. Năm thứ 11 (1413), Thành Tổ lại đi tuần phương bắc, lưu ông ở lại kinh đô. Năm thứ 12 (1414) do hoàng thái tử Chu Cao Sí chậm trễ trong việc nghênh đón hoàng đế trở về cung, lại bị Hán vương Chu Cao Hú sàm tấu, ông cùng Dương Phổ, Kim Trung đều bị hạ ngục 10 năm, trong thời gian đó ông biên soạn "Tỉnh khiên tập" thượng hạ gồm 2 quyển.
Ngày 16 tháng 8 âm lịch năm thứ 22 (1424), ông được tha. Minh Nhân Tông ban cho ông làm Thông chánh sử ti thông chánh sử kiêm Vũ Anh điện đại học sĩ. Ông cùng Dương Vinh, Kim Ấu Tư, Dương Sĩ Kỳ quản nội chế. Khi đó mẹ ông mất, ông xin về nhà chịu tang nhưng Minh Nhân Tông không cho. Ngày 5 tháng 1 âm lịch năm Hồng Hi thứ 1 (1425), Minh Nhân Tông ban chiếu phong cho ông làm thiếu bảo Hộ bộ thượng thư, kiêm học sĩ như cũ. Ngày 16 tháng 1 âm lịch ban chiếu phong tiếp cho ông làm thiếu bảo Hộ bộ thượng thư kiêm Vũ Anh điện đại học sĩ. Khi Nhân Tông mất, thái tử Chu Chiêm Cơ đang ở Nam Kinh, lại thêm từ lâu Hán vương đã có chí muốn làm vua, trong ngoài đều dị nghị nên Hoàng Hoài lo lắng tới nôn ra máu.
Năm Tuyên Đức thứ nhất (1426), Minh Tuyên Tông thân chinh tới Lạc An bắt Hán vương, giao cho ông ở lại kinh đô cai quản công việc triều chính.
Minh sử nhận xét ông là người tính tình sáng suốt, quả quyết. Khoảng giữa niên hiệu Vĩnh Lạc, Lý Pháp Lương ở Trường Sa nổi dậy. Khi đó thái tử Chu Cao Sí giám quốc. Ông tiến cử Phong Thành hầu Lý Bân đi dẹp loạn. Hán vương lo sợ thái tử có công nên nói rằng Lý Bân không dùng được, nhưng ông đã nói rằng "Bân, lão tướng, tất năng diệt tặc, nguyện cấp khiển" (Bân, lão tướng, hẳn có khả năng diệt giặc, xin mau sai khiến). Kết quả quân sĩ của Lý Bân bắt được Lý Pháp Lương.

### Tuổi già
Ngày 20 tháng 8 âm lịch năm Tuyên Đức thứ 2 (1427), Hoàng Hoài xin thôi chức quan về quê nhà ở Vĩnh Gia vì tuổi già tật bệnh, khi đó ông 61 tuổi. Cha đẻ của ông khi đó tuổi đã 90, ông phụng dưỡng hết mực. Khi Hoàng Tính mất, vua ban cho lễ nghi mai táng, ông tới tận cửa khuyết tạ ơn. Năm 1432 ông lại 3 lần nhập triều, phục vụ triều đình nhà Minh của Minh Tuyên Tông tổng cộng 16 tháng. Những năm tuổi già, ông chủ yếu sống tại am Thọ Chinh phía nam núi Trà sơn. Ngày 3 tháng 6 âm lịch năm Chính Thống thứ 14 (1449) thời Minh Anh Tông ông mất tại am Thọ Chinh, thọ 83 tuổi. Ông được ban thụy là Văn Giản, truy tặng thái bảo. Ông được chôn cất tại núi Hoàng Phủ, phía nam dãy núi Đại La.

## Sáng tác thơ văn
Sáng tác của ông có "Hoàng Văn Giản công Giới Am tập" gồm 11 quyển.